# اکسونیا (حوزه سرشماری)، ویسکانسین
اکسونیا (به انگلیسی: Ixonia) یک منطقهٔ مسکونی در ایالات متحده آمریکا است که در شهرستان جفرسون، ویسکانسین واقع شده‌است. اکسونیا ۱٬۶۲۴ نفر جمعیت دارد.